# 亞利加尼縣 (賓夕法尼亞州)
是美国宾夕法尼亚州西部的一個郡，面積1,929平方公里。根據2020年美國人口普查，共有人口125萬578人。縣治匹兹堡 （Pittsburgh）是該州第二大城市。該縣成立於1788年9月24日。縣名指一個叫Allegwi的部落（意思是「美麗的溪流」）。

## 历史
在与欧洲人接触之前，这个地区已经由印第安人的继承文化定居了数千年。在殖民时代，殖民者知道在该地区定居的历史土著群体包括易洛魁西部国家的成员，如塞内卡人；被欧美定居者从东方赶出的莱纳佩人；在俄亥俄州也有领土的肖尼人；和Mingo，一个由来自更东部部落的各种民族组成的群体。
18世纪初，彼得·查蒂尔等欧洲毛皮贸易商在该地区建立了贸易站。
1749年，皮埃尔·约瑟夫·塞洛隆·德·布兰维尔上尉为法國國王路易十五宣称俄亥俄河谷和整个宾夕法尼亚州西部。船长沿着俄亥俄河和阿勒格尼河旅行。他在地面上安装了铅板，以标记法国的土地。
那个时代的大部分城镇都是沿着水路发展的，水路是主要的交通路线，同时也提供家庭用水。整个18世纪，法国和英国都在争夺对北美边境地区当地河流的控制权。美洲原住民部族和部落在不同程度上与殖民者结盟，通常基于他们的贸易关系。英国派乔治华盛顿少校驱逐法国人，但没有成功。在返回营地时，他还差点淹死在结冰的阿勒格尼河中。
1754年，英国人再次尝试在该地区建立一个哨所。他们派出41名弗吉尼亚人建造乔治王子堡。法国人得知了这个计划并派出军队占领了堡垒。他们继续建造它并增加了防御工事，将其重新命名为杜肯堡。
鉴于其在俄亥俄的战略位置，杜肯堡成为法印战争的重要焦点。英国第一次夺回堡垒的尝试——布拉多克远征队，惨遭失败。1758年，约翰·福布斯将军率领的英军重新夺回了堡垒；他将其摧毁以防止法国人使用它。英国人在该地点建造了一座新的更大的堡垒，包括一条护城河，并将其命名为皮特堡。该历史遗址已被保存为匹兹堡的点州立公园。
根据他们的殖民宪章，宾夕法尼亚省和弗吉尼亚省都声称拥有现在阿勒格尼县的地区。宾夕法尼亚将该地区的大部分地区作为其威斯特摩兰县的一部分进行管理。弗吉尼亚将俄亥俄河以南和阿勒格尼河以东的一切都视为其约霍加尼亚县的一部分，并从邓莫尔堡统治它。此外，该县的部分地区位于拟建的英国殖民地万达利亚和拟建的美国西西尔瓦尼亚州. 重叠的边界、多个政府和混乱的契约要求很快被证明是行不通的。美國獨立戰爭快结束时，1780年宾夕法尼亚州和弗吉尼亚州同意将梅森-迪克森線向西延伸。这个地区被分配给宾夕法尼亚。从1781年到1788年，弗吉尼亚声称属于Yohogania县的大部分地区都作为新创建的宾夕法尼亚州华盛顿县的一部分进行管理。
阿勒格尼县于1788年9月24日正式成立，由华盛顿县和威斯特摩兰县的部分地区组成。它的成立是为了应对生活在匹兹堡周边地区的定居者增加带来的压力；这在1791年被指定为县城。该县最初向北延伸至伊利湖岸边；到1800年，它缩小到现在的边界。随着该地区人口的增加，其他县被建立起来。

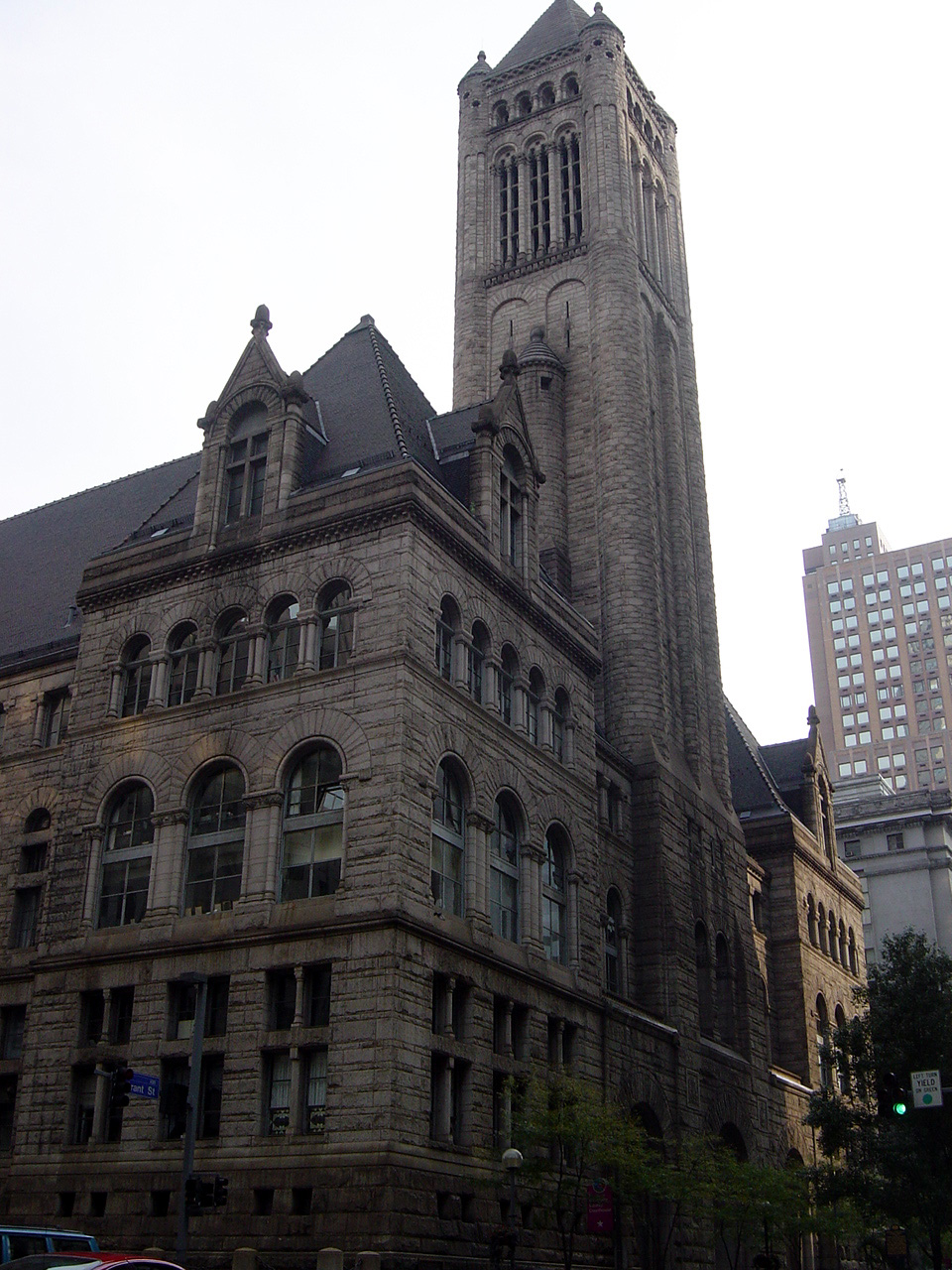
阿勒格尼县法院

1790年代，美国联邦政府征收威士忌消费税。依赖威士忌收入的农民拒绝付款，并在赶走税吏约翰内维尔后发动了所谓的威士忌叛亂。经过农民的一系列示威，乔治华盛顿总统派兵镇压边境叛乱。
该地区在1800年代随着工業化迅速发展。到19世纪后期， 它成为美国主要的钢铁生产商，匹兹堡被昵称为“世界钢铁之都”。

## 地理
根据美国人口普查局，该县总面积为745平方英里（1930平方公里），其中730平方英里（1900平方公里）为陆地，14平方英里（36平方公里）（1.9%）为水域。
三大河流穿过阿勒格尼县：阿勒格尼河和的莫农加希拉河在匹兹堡市中心汇合形成俄亥俄河。约格根尼河（Youghiogheny）在东南10英里（16公里）处流入麦基斯波特的莫农加希拉河。这些河流中有几个岛屿。河流经密西西比河流入墨西哥湾。尽管该县的工业增长一度导致该地区的森林被砍伐，但已经重新生长并保留了重要的林地。

### 邻接县份
- 巴特勒县 (北方)
- 阿姆斯壯郡 (东北)
- 比佛郡 (西北)
- 威斯特摩兰县 (东、南)
- 华盛顿县 (西南)

### 主要道路和高速公路
- I-76／Penna Turnpike
- I-79
- I-279
- I-376
- I‑376 Bus.
- I-579
- US 19
- US 22
- US 22 Bus.
- US 30
- PA 8
- PA 28
- Toll PA 43
- PA 48
- PA 50
- PA 51
- PA 60
- PA 65
- PA 88
- PA 121
- PA 130
- PA 136
- PA 148
- PA 286
- PA 366
- PA 380
- Toll PA 576
- PA 791
- PA 837
- PA 885
- PA 906
- PA 910
- PA 978
- PA 980

### 气候
根据柯本气候分类法，阿勒格尼属于潮湿的大陆性气候，夏季炎热，但较高的地区夏季温暖。冬季气温寒冷，降雪量大。

## 人口
| 调查年                                                      | 人口      | 备注 | %±    |
| ----------------------------------------------------------- | --------- | ---- | ----- |
| 1790                                                        | 10,203    |      | —     |
| 1800                                                        | 15,087    |      | 47.9% |
| 1810                                                        | 25,317    |      | 67.8% |
| 1820                                                        | 34,921    |      | 37.9% |
| 1830                                                        | 50,552    |      | 44.8% |
| 1840                                                        | 81,235    |      | 60.7% |
| 1850                                                        | 138,290   |      | 70.2% |
| 1860                                                        | 178,831   |      | 29.3% |
| 1870                                                        | 262,204   |      | 46.6% |
| 1880                                                        | 355,869   |      | 35.7% |
| 1890                                                        | 551,959   |      | 55.1% |
| 1900                                                        | 775,058   |      | 40.4% |
| 1910                                                        | 1,018,463 |      | 31.4% |
| 1920                                                        | 1,185,808 |      | 16.4% |
| 1930                                                        | 1,374,410 |      | 15.9% |
| 1940                                                        | 1,411,539 |      | 2.7%  |
| 1950                                                        | 1,515,237 |      | 7.3%  |
| 1960                                                        | 1,628,587 |      | 7.5%  |
| 1970                                                        | 1,605,016 |      | −1.4% |
| 1980                                                        | 1,450,085 |      | −9.7% |
| 1990                                                        | 1,336,449 |      | −7.8% |
| 2000                                                        | 1,281,666 |      | −4.1% |
| 2010                                                        | 1,223,348 |      | −4.6% |
| 2020                                                        | 1,250,578 |      | 2.2%  |
| U.S. Decennial Census 1790–19601900–1990 1990–20002010–2018 |           |      |       |

截至2010年人口普查，全县共有1223348人。人口密度为每平方英里1676人（647/平方公里）。该县的种族构成为82.87%白人，14.39%非裔，2.94%亚裔，0.03%太平洋島原住民，0.37%其他种族，1.40%来自两个或更多种族。大约1.31%的人口是任何种族的西班牙裔或拉丁裔。
根据2000年人口普查，全县有1281666人、537150户、332495户。人口密度为每平方英里1755 人（678/平方公里）。有583646个住房单元，平均密度为每平方英里799个（309/平方公里）。该县的种族构成为84.33%白人、12.41%非裔美国人、0.12%美洲原住民、1.69%亚裔、0.03%太平洋岛民、0.34%其他种族，以及1.07%来自两个或多个种族。大约0.87%的人口是西班牙裔或拉丁裔任何种族的。根据2000年人口普查， 20.0%是德裔，15.0%是義大利裔，12.7%是爱爾蘭裔，7.5%是波蘭裔，5.1%是英裔。93.5%人以英语为母语，1.3%的人以西班牙语为第一语言。
县内有53715万户，其中26.40%有18岁以下子女同住，46.10%为已婚同居，12.40%为女户无夫，38.10%为非家庭。约32.70%的家庭由个人组成，13.20%的家庭中有65岁或以上的独居者。平均每户人数为2.31人，平均家庭人数为2.96人。
人口年龄分布显示18岁以下占21.90%，18-24岁占8.50%，25-44岁占28.30%，45-64岁占23.40%，65岁以上占17.80%。年龄中位数为40岁。每100名女性对应90.00名男性；每100名18岁及以上的女性对应86.20名男性。

## 教育

### 学院和大学
- SS的拜占庭天主教神学院。西里尔和梅迪乌斯
- 卡洛大学
- 卡内基·梅隆大学
- 查塔姆大学
- 德弗里大学
- 杜肯大学
- 拉罗什学院
- 宾夕法尼亚州立大学大阿勒格尼分校
- 匹兹堡神学院
- 点公园大学
- 改革宗长老会神学院
- 罗伯特莫里斯大学
- 匹兹堡大学

### 社区、初级和技术学院
- 比德韦尔培训中心
- 阿勒格尼县社区学院
- 帝国美容学校
- 青年美容学院喷泉
- 医学和商业职业学院
- 北山美容学院
- 匹兹堡职业学院
- 匹兹堡航空学院
- 匹兹堡太平间科学研究所
- 匹兹堡多元文化美容学院
- 匹兹堡技术学院
- 罗斯代尔技术学院
- 南山美容学院
- 三角科技
- 兽医技术学院

### 公立学区

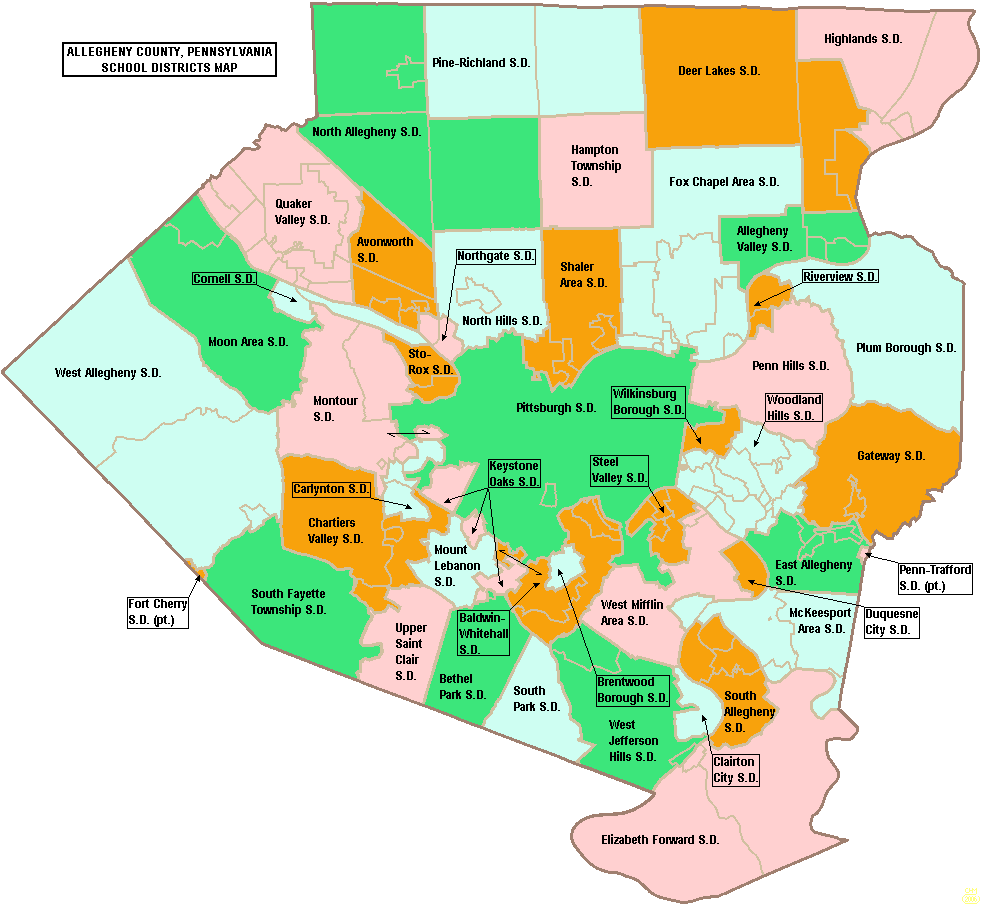
阿勒根尼县公立学区分布地图

| - 阿勒格尼谷学区 - 埃文沃斯学区 - 鲍德温-白厅学区 - 伯特利公园学区 - 布伦特伍德区学区 - 卡林顿学区 - 查蒂尔谷学区 - 克莱顿市学区 - 康奈尔学区 - 鹿湖学区 - 杜肯市学区 - 东阿勒格尼学区 - 伊丽莎白前锋学区 - 樱桃堡学区（部分） - 福克斯教堂区学区 | - 盖特威学区 - 汉普顿镇学区 - 高地学区 - 基斯通奥克斯学区 - 麦基斯波特地区学区 - 蒙图尔学区 - 月亮区学区 - 黎巴嫩山学区 - 北阿勒格尼学区 - 北山学区 - 北门学区 - 宾山学区 - 宾夕法尼亚特拉福德学区（部分） - 松里奇兰学区 - 匹兹堡学区 | - 梅花区学区 - 贵格会谷学区 - 河景学区 - 沙勒地区学区 - 南阿勒格尼学区 - 南费耶特镇学区 - 南方公园学区 - 钢谷学区 - 斯托罗克斯学区 - 上圣克莱尔学区 - 西阿勒格尼学区 - 西杰斐逊山学区 - 西米夫林地区学区 - 威尔金斯堡学区 - 伍德兰希尔斯学区 |

### 批准的私立学校
这些私立学校为残疾学生提供特殊教育：
- ACLD Tillotson学校，匹兹堡
- 匹兹堡儿童学院走读学校
- 匹兹堡德保罗听力和言语学校
- 宾夕法尼亚州西部复活节海豹协会
- 沃森学院教育中心，塞威克利
- 匹兹堡佩斯学校
- 匹兹堡普莱斯利岭走读学校
- 匹兹堡普莱斯利岭聋人学校
- 匹兹堡沃森学院友谊学院
- 匹兹堡韦斯利光谱高地服务
- 匹兹堡西宾夕法尼亚盲童学校
- 匹兹堡西宾夕法尼亚聋人学校

### 私立高中
- 卡内文主教高中
- 中央天主教高中
- 基石基督教预备学院
- 伊甸基督教学院
- 埃利斯学校
- 希尔克雷斯特基督教学院
- 丰收浸信会学院
- 伊玛尼基督教学院
- 奥克兰天主教高中
- 圣心高中圣母
- 塞拉天主教高中
- Seton-La Salle 天主教高中
- 塞威克利学院
- 阴暗面学院
- 圣约瑟夫高中
- 文森特学院
- 温彻斯特瑟斯顿学校

## 法律与政府
在2000年1月1日之前，阿勒格尼县的政府是根据宾夕法尼亚州的二级县法典定义的。县政府负责所有地方活动，包括选举、监狱、机场、公共卫生和城市规划。所有公职都由民选公民领导。选举产生了三名县委委员。2000年1月1日，《自治宪章》生效。它用一名民选首席官员（县行政长官）、一个有15名成员的县议会（13名由区选举产生，2名全县选举产生）和一名任命的县经理取代了三名民选专员。这些变化旨在保持行政和立法部门之间的权力分离，同时提供更大的公民控制权。
全县有130个自治市，为全州之最。（卢塞恩以 76 位居第二）。该县有一个二级城市（匹兹堡）和三个三级城市（克莱顿、杜肯和麦基斯波特）。

## 政治

2020年大选结果，按城镇级别统计
拜登:
40–50%
50–60%
60–70%
70–80%
80–90%
90–100%
特朗普:
40–50%
50–60%
60–70%
70–80%

截至2021年11月1日，全县登记选民924,235人；大多数人是民主党人。有528465名登记的民主党人，260535名登记的共和党人，92334名登记为独立人士，42901名登记在其他政党。
在19世纪和20世纪初，共和党在县级政治中一直处于历史主导地位；在大萧条之前，匹兹堡和阿勒格尼县是共和党的多数派。自州和国家层面的大萧条以来，民主党一直在县级政治中占据主导地位。它是迄今为止宾夕法尼亚州西部最民主党的县。在大萧条和世纪之交的大部分时间里，它是宾夕法尼亚州第二强的民主党堡垒，仅次于费城。
2000年，民主党人戈尔赢得了56%的选票，共和党人乔治·W·布什赢得了41%的选票。2004年，民主党人约翰克里获得57%的选票，共和党人布什获得41%的选票。2006年，民主党州长Ed Rendell和参议员Bob Casey, Jr.分别在阿勒格尼县赢得了59%和65%的选票。2008年，民主党人巴拉克·奥巴马获得57%的选票，约翰·麦凯恩获得41%的选票，三位州政府办公室的获胜者（财长罗伯·麦考德、审计长杰克·瓦格纳和司法部长汤姆·科贝特）中的每一位都获得了阿勒格尼的支持。2016年，尽管唐纳德·特朗普是自1988年以来首位赢得宾夕法尼亚州的共和党人，希拉里·克林顿的表现略高于巴拉克·奥巴马的2012年投票总数，而唐纳德·特朗普是20年来表现最差的共和党人。在2018年中期选举中，民主党获得了更高比例的选票，汤姆沃尔夫和鲍勃凯西获得了该县大约三分之二的选票。这比2014年和2012年分别在该县的上一次选举中获得的每个人大约55%的比例有所提高。2020年，乔·拜登比克林顿的表现有所改善，获得了自1988年迈克尔·杜卡基斯(Michael Dukakis) 以来最高的民主党得票率和自1964年LBJ以来最高的民主党得票率。